# ЛДУ Лоха
ЛДУ Ло́ха, полное название «Лига Депортива Университариа де Лоха» (исп. Liga Deportiva Universitaria de Loja) — эквадорский футбольный клуб из города Лоха.

## История
Клуб был образован в 1979 году под названием «Универсидад Насьональ де Лоха» (исп. Universidad Nacional de Loja) и долгое время выступал только на местном уровне, где добился значительных успехов.
Спустя 10 лет, в 1989 году, команда впервые пробилась в Серию B Эквадора. По итогам 2004 года ЛДУ Лоха впервые в своей истории пробилась в элитный дивизион чемпионата страны, но удержаться «Лига» там не сумела. В 2010 году команда вернулась в Серию A.
В своём первом же сезоне после возвращения ЛДУ Лоха сумела пробиться в зону международных турниров, а именно заработала для себя право участвовать в розыгрыше Южноамериканского кубка 2012 года. В этом турнире команда на первой стадии разгромила по сумме двух матчей венесуэльский «Монагас» (2:0 и 4:2), а во второй отборочной стадии сенсационно выбила из борьбы уругвайский гранд «Насьональ» (победа 1:0 дома и поражение 1:2 в гостях), выйдя в 1:8 финала турнира. Там ЛДУ Лоха сразится с бразильским «Сан-Паулу».
По итогам сезона 2015 ЛДУ Лоха заняла предпоследнее, 11-е место в чемпионате Эквадора, и вылетела в Серию B.

## Титулы и достижения
- Чемпион Эквадора в Серии B (1): 2010
- Участник Серии A чемпионата Эквадора: 2005, 2011—2015
- Участие в Южноамериканском кубке (3): 2012, 2013, 2015